# Terminal de ómnibus de Mendoza

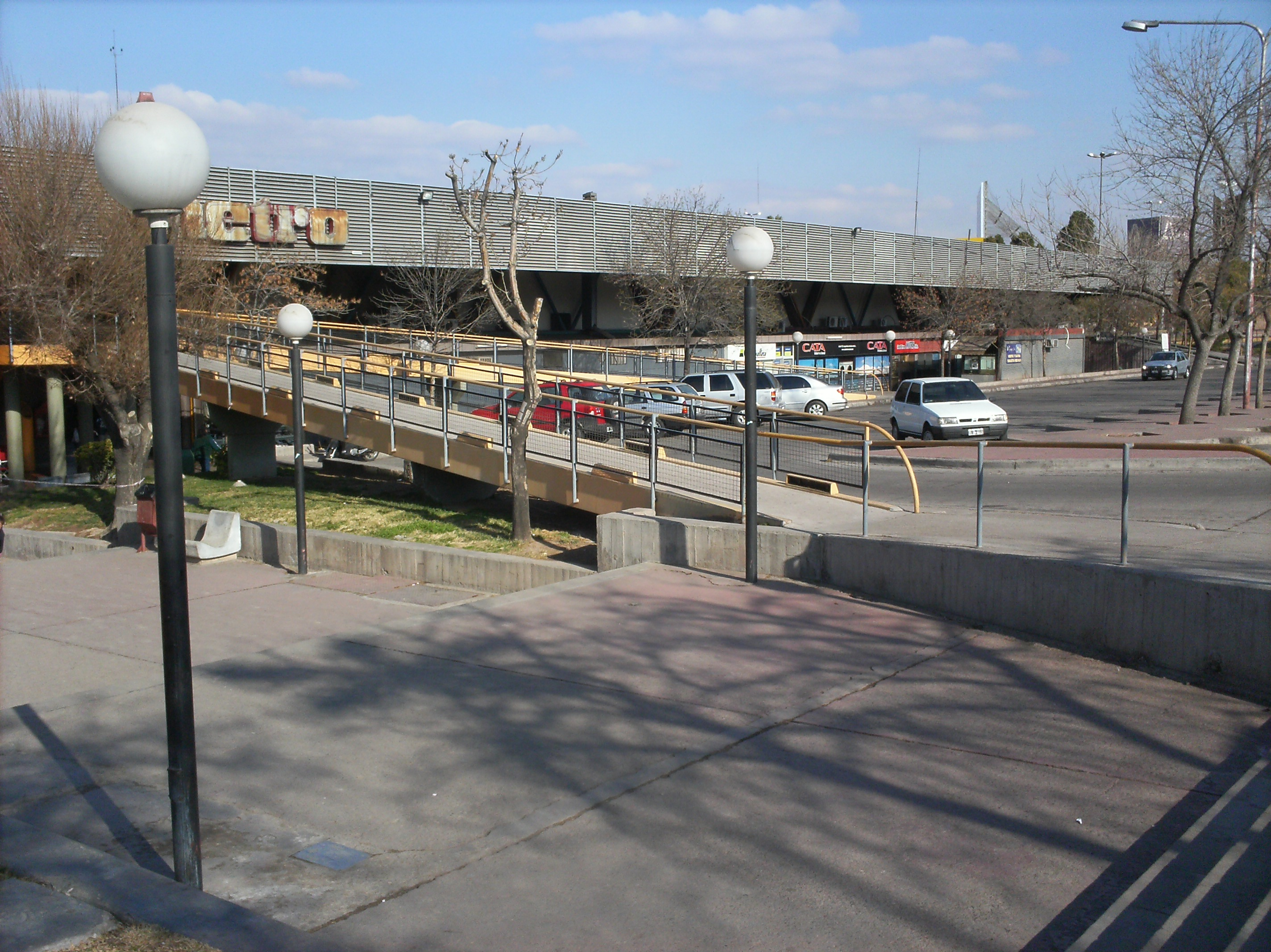
Terminal.

La Estación Terminal Mendoza, también conocida como la «terminal del Sol» o «Terminal de Ómnibus de Mendoza», fue inaugurado en 1972. Es un importante eje del transporte de pasajeros en Cuyo y la zona andina, situada próxima a la ciudad de Mendoza. Opera con ómnibus locales, nacionales e internacionales, de larga y de media distancia. Últimamente ha reportado un gran crecimiento. Fue construida con vistas a la Copa Mundial de Fútbol de 1978, de la cual Mendoza fue subsede. En ese momento se planeó el edificio para que pudiera cubrir las necesidades del Gran Mendoza por los siguientes 50 años, con lo cual se convirtió en una de las terminales de ómnibus más grandes del país.

## Remodelación
Desde 2018 se lleva a cabo un plan de remodelación total en la terminal, tanto espacios interiores como exteriores, y sumando nuevos locales comerciales.
En 2019 se inauguró la primera etapa, que consistió en la remodelación total del Ala Norte, modernizándola, sumando nuevos locales comerciales y un nuevo espacio de boleterías en planta alta.
En 2022, en el sector sur de la terminal (lindante al Acceso Este), se inauguró un local de comidas rápidas, McDonald's.
En 2023, en el sector sur, se inauguró un hotel de 3 estrellas.
En 2024 se reinaugura el ala este de la terminal, que recibe a pasajeros de media distancia, modernizándola y sumando nuevos locales comerciales.
En 2025, la Terminal de Ómnibus de Mendoza inició la remodelación total de su ala oeste con una inversión cercana a los $10 mil millones, con el objetivo de transformarla en un centro comercial. Tras la demolición del antiguo sector, las obras comenzarán en junio y se extenderán por un año. El nuevo espacio contará en planta baja con un patio de comidas, un área de entretenimiento infantil y alrededor de 30 locales comerciales, incluyendo marcas como McDonald’s. En la planta alta se instalarán unas 40 oficinas para empresas de transporte y servicios. 
Esta transformación forma parte de un plan integral que reorganiza la terminal: el ala este se destinará al transporte interurbano, la norte al nacional e internacional, y la oeste a servicios comerciales, buscando modernizar la infraestructura y mejorar la experiencia del usuario.

## Ubicación
Se ubica entre las calles Costanera y Acceso Este y también Reconquista y Alberdi con el límite con Guaymallén y de la ciudad de Mendoza.

## Servicios

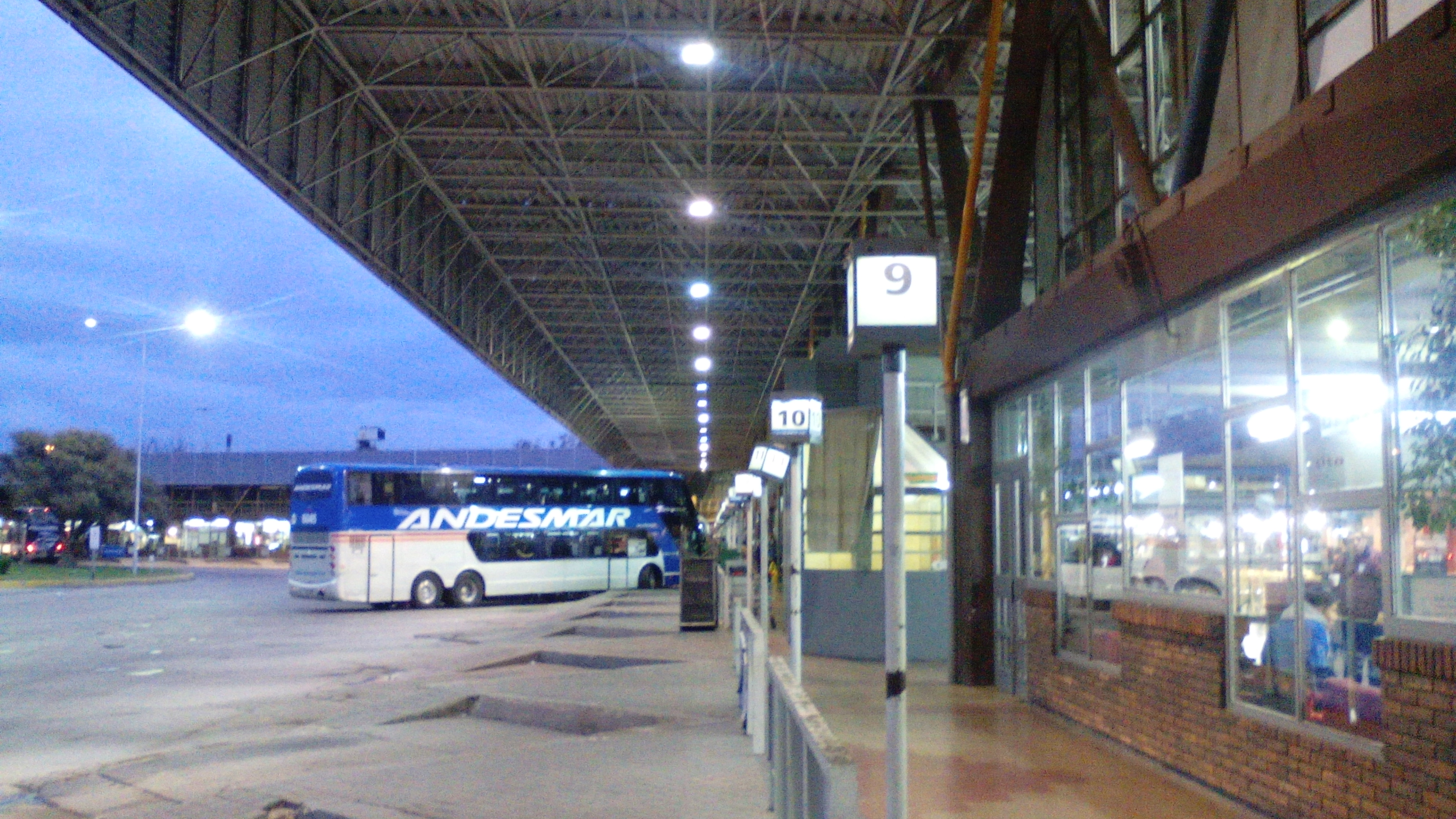
Terminal.

En la terminal mendocina funcionan tanto colectivos de media como de larga distancia. Es decir, colectivos que solo transitan en la provincia y ciudad de Mendoza, y colectivos provenientes o con destino a otros países o provincias.
12 distintas líneas forman parte de los colectivos que transitan la ciudad y provincia de Mendoza.
Entre las empresas más importantes cabe destacar a
- El Cacique S.A
- Empresa Maipú G10.
- Nueva Generación S.A
- Dicetours S.R.L
- A. Buttini e Hijos S.R.L
- Bartolomé Mitre S.R.L (grupos 800 y 850)
- Andesmar (grupo 400)
- Iselin S.A
- La Unión S.R.L
- Viento Sur
- CATA internacional (grupo 650)

Entre las empresas que tienen destino a otros provincias, y países cabe destacar a:
- Andesmar
- CATA Internacional
- Chevallier
- El Rápido Internacional
- Plusmar.
- Tur Bus
- Vía Bariloche
- Vía TAC
- Central Argentino
- Del Sur y Media Agua
- Vallecito S.R.L.
- Flecha Bus
- San Juan Mar del Plata.
- Nevada (propiedad de Andesmar)
- Autotransportes San Juan